# 釈皎然
釈 皎然（しゃく こうぜん、生没年不詳）は、中国唐代の僧・詩人。字は清昼（せいちゅう）。俗姓は謝。湖州長城県の出身。本貫は陳郡陽夏県。東晋・南朝宋の詩人の謝霊運の末裔にあたる。

## 略歴
郷里の杼山（ちょざん）で仏法を修行し、徳宗の貞元年間に宮中で高僧の文集を集めた際、その著書10巻が採択された。後には廬山の西林寺に住み、『詩式』五巻など、詩論の書を著した。
『皎然集』（または杼山集）10巻が残っている。

## 詩人として
作品に、「塞下曲」（塞下の曲）（七言絶句）がある。
| 塞下曲         |                                                         |
| 寒塞無因見落梅 | 寒塞（かんさい） 落梅（らくばい）を見るに因（よし）無し |
| 胡人吹入笛声来 | 胡人（こじん） 笛声（てきせい）に吹き入れ来（きた）る   |
| 労労亭上春応度 | 労労亭上（ていじょう） 春応（まさ）に度（わた）るべし   |
| 夜夜城南戦未回 | 夜夜（やや）城南 戦いて未だ回（かえ）らず               |